# Erkerode
Erkerode est un village et une commune allemande située dans le land de Basse-Saxe. Elle se trouve au pied de la chaine de collines de l´Elm, à environ 17 kilomètres au sud-est de la ville de Brunswick.